# Dierfeld
Dierfeld település Németországban, Rajna-vidék-Pfalz tartományban. Lakosainak száma 16 fő (2023. december 31.).

## Népesség
A település népességének változása:
| Lakosok száma | 4    | 10   | 12   | 9    | 9    | 16   |
|               | 1975 | 2017 | 2019 | 2021 | 2022 | 2023 |